# Paço Municipal de Feira de Santana
O Paço Municipal de Feira de Santana é o prédio oficial da prefeitura de Feira de Santana, localizado na avenida Getúlio Vargas.
É um dos símbolos da cidade, e é estampado em outdoors e pontos de ônibus do município.

## História
O Paço Municipal de Feira de Santana, também conhecido como Paço Municipal Maria Quitéria, teve sua edificação iniciada em 1921, com o lançamento de sua pedra fundamental pelo coronel Bernardino da Silva Bahia, que era intendente (cargo semelhante ao do prefeito) àquela época. Foi inaugurado em 1926 já com novo intendente, o coronel Arnold Ferreira da Silva. Originalmente foi utilizada pela Intendência e Conselho. Depois passou a abrigar a Prefeitura e Câmara.
O engenheiro técnico responsável pela obra foi Acciolly Ferreira da Silva.
Passou por um processo de restauração total em 2007.

## Arquitetura / Estrutura
A edificação é um exemplar de estilo arquitetônico eclético, mesclando o estilo clássico com as suas colunas e o estilo barroco, na exuberância dos detalhes, além de alguns elementos neoclássicos em sua fachada com cantos arredondados. Possui uma planta regular, com dois pavimentos, coberta por um telhado quatro águas.
Com relação ao seu interior, destacam-se o Salão Nobre com suas paredes decoradas e medalhões em estuque sobre as portas, uma  sinuosa  escadaria  em   madeira no formato da letra " "S" e a galeria dos ex-prefeitos, onde estão os quadros pintados em tamanho natural dos primeiros ex-prefeitos. O teto dos dois andares é decorado com frisos e pinturas, restauradas em 1972.